# Conisbrough Castle

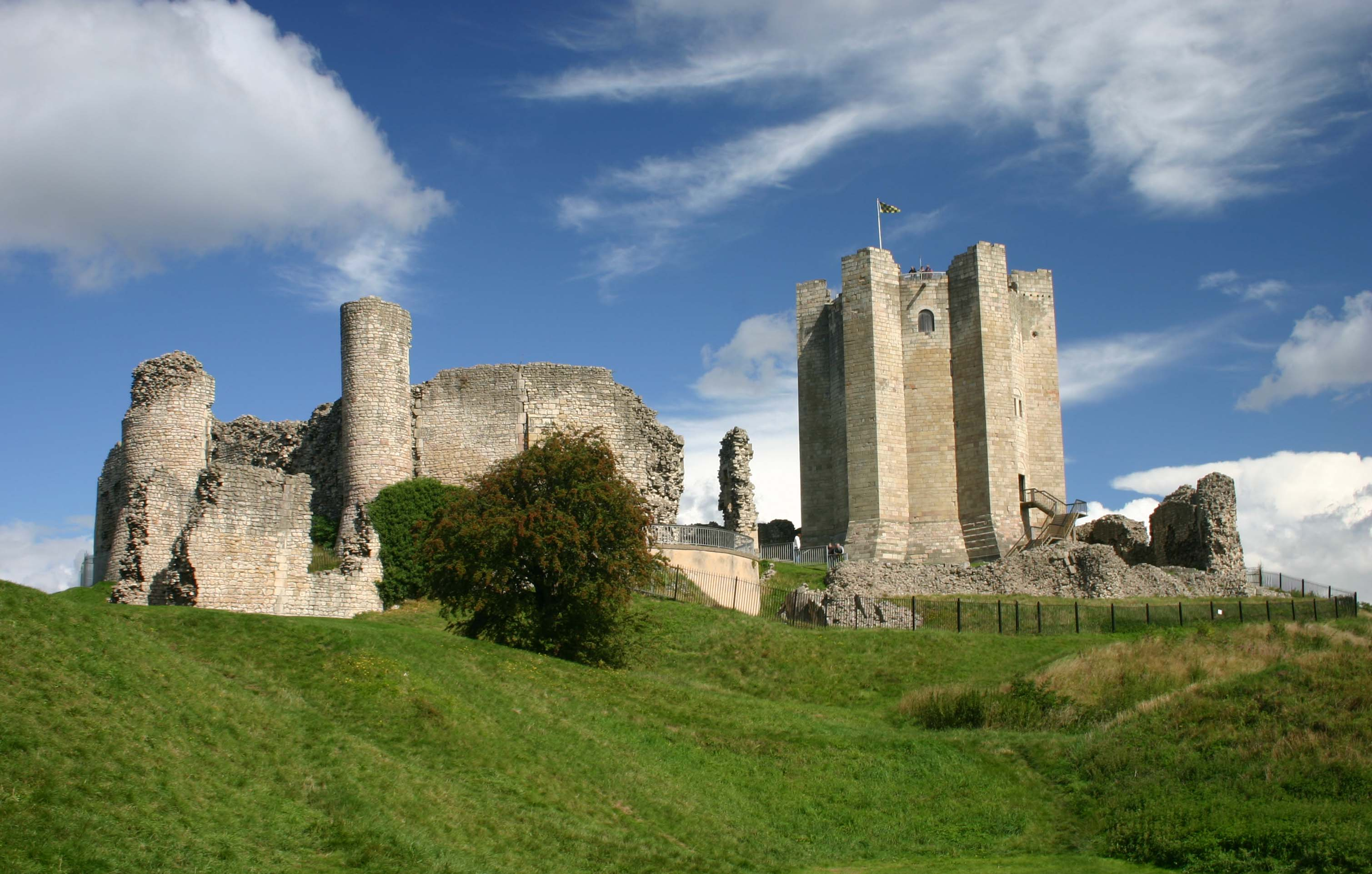
Conisbrough Castle von Südosten

Conisbrough Castle ist eine Burgruine aus dem Mittelalter im Dorf Conisbrough in englischen Verwaltungsbezirk South Yorkshire. Die Burg wurde ursprünglich im 11. Jahrhundert von William de Warenne, dem Earl of Surrey nach der normannischen Eroberung Englands 1066 erbaut. Hamelin Plantagenet, der illegitime Parvenüsohn von Heinrich II., erwarb das Anwesen Ende des 12. Jahrhunderts durch Heirat. Hamelin und sein Sohn William bauten die Burg aus Stein wieder auf, einschließlich ihres 28 Meter hohen Donjons. Die Burg blieb bis ins 14. Jahrhundert in der Familie, obwohl sie von der Krone mehrmals genommen wurde. Die Festung wurde dann an Edmund of Langley, den Duke of York, übertragen und fiel 1461 zurück an die Krone.
Conisbrough Castle verfiel zu einer Ruine, seine Umfassungsmauer wurde durch Setzung schwer beschädigt und die Festung im 16. Jahrhundert an die Familie Carey übertragen. Der desolate Zustand der Burg bewahrte sie vor einem Einsatz im englischen Bürgerkrieg im 17. Jahrhundert und 1737 kaufte der Duke of Leeds die Überreste. Sir Walter Scott ließ seinen Roman Ivanhoe 1819 in der Burg spielen und Ende des 19. Jahrhunderts waren die Ruinen trotz des zunehmend industriellen Charakters der Gegend zu einer Touristenattraktion geworden.
Der Staat übernahm die Verwaltung des Anwesens 1950, aber in den 1980er-Jahren empfand man die Besuchereinrichtungen als unzureichend, sodass man eine Dreierpartnerschaft zwischen der staatlichen Institution English Heritage, dem Metropolitan Borough of Doncaster und einer lokalen gemeinnützigen Vereinigung zur Renovierung der Burg einging. Mit Zuschüssen der EU erhielt der Donjon ein neues Dach und einen neuen Boden. English Heritage übernahm 2008 die Verwaltung der Burg und betreibt sie weiter als Touristenattraktion.
Die Burg besteht aus einer Kern- und Vorburg, erstere umgeben von einer Kurtine, die von sechs Wehrtürmen und dem Donjon verteidigt werden. Die Kernburg enthielt einen Saal, ein Solar, eine Kapelle und weitere Nebengebäude, von denen nur die Fundamente heute noch erhalten sind. Die Konstruktion des Donjons von Conisbrough ist einmalig in England und die Historiker Oliver Creighton und Stephen Johnson betrachten ihn als „architektonisches Juwel“ und „eines der schönsten Beispiele spätnormannischer Verteidigungsarchitektur“. Der Donjon besteht aus einem mittleren Turm mit sechs massiven Strebewerken; seine vier Geschosse bestanden aus einem Hauptschlafzimmer und einem privaten Schlafzimmer für die Herrschaft darüber. Obwohl militärisch schwach, war diese Konstruktion doch ein mächtiges Symbol für Hamelin Plantagenets neuen gesellschaftlichen Stand als höherer Adliger.

## Geschichte

### 11. und 12. Jahrhundert

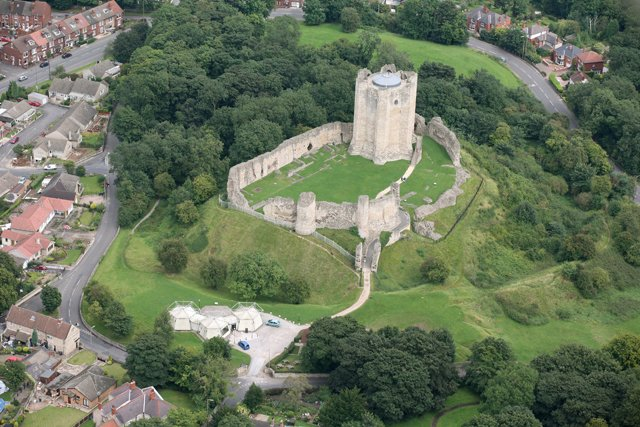
Luftbild von 2007 mit Vorburg (unten links) und Kernburg (rechts)

Conisbrough Castle wurde von William de Warenne erbaut, der an der normannischen Eroberung Englands 1066 teilgenommen hatte und von Wilhelm dem Eroberer mit ausgedehnten Ländereien in Yorkshire, Norfolk und Sussex belohnt wurde. Als Teil davon erhielt Earl William die Grundherrschaft von Conisbrough, die vorher dem verstorbenen König Harald II. gehört hatte. Die Grundherrschaft leitete ihren Namen von dem angelsächsischen Namen der Siedlung, Cyningesburh (dt.: des Königs Festung), ab und bildete ein großes Anwesen mit 28 Siedlungen um die angelsächsische Burh in Conisbrough selbst.
William baute seine Burg auf einem Felssporn aus Magnesitkalkstein, umgeben von steilen Flanken. Die Burg war eine Motte mit Kernburg, die durch Erdwälle und Palisaden geschützt war, Vorburg und möglicherweise einem hölzernen Donjon. Die Burg stand etwa 53 Meter oberhalb des Flusses und dominierte diesen Teil des Dontals. Sie lag genau gegenüber dem Dorfe, in dem sich vermutlich die angelsächsische Burg befand.
Die Burg wurde dann von Williams Sohn William von 1088 bis 1138 gehalten und dann von dessen Sohn, der ebenfalls William hieß, bis zu seinem Tod 1147. Conisbrough Castle und der Titel eines Earls fielen dann über Williams Tochter Isabel an ihren ersten Gatten, William de Blois, und dann an ihren zweiten Gatten, Hamelin Plantagenet, den sie 1163 heiratete. Hamelin war der illegitime Halbbruder von König Heinrich II., der die Heirat arrangiert hatte; die Verbindung brachte ihm großen Reichtum. Hamelin ließ die Burg in den Jahren 1180 bis 1190 zum großen Teil umbauen, z. B. auch einen Donjon aus Stein; er war ein Parvenü und hoffte, seine neue, gehobene Stellung so zu festigen. König Johann Ohneland besuchte die Burg 1201.

### 13. bis 15. Jahrhundert

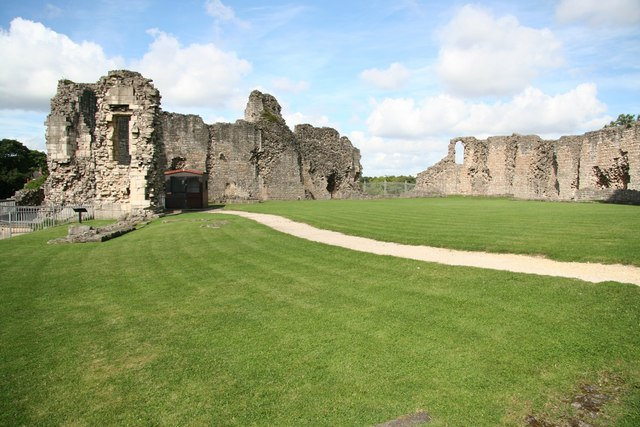
Kernburg von Osten. Das Bild zeigt die Ruinen des Torhauses und des Solars (links) sowie der Halle der Burg (rechts)

Die Burg verblieb im Eigentum von Hamelins Familie Plantagenet und ging 1202 an seinen Sohn, William de Warenne, über. William war vermutlich für den Bau der neuen Steinkurtine um die Kernburg verantwortlich, wobei der frühere Erdwall zerstört wurde. Die Kernburg wurde abgerissen und William ließ eine Halle und Nebengebäude im Inneren der Burg, ebenfalls aus Stein, errichten. 1239 erbte Williams junger Sohn John de Warenne Conisbrough Castle; er war aber damals aber noch minderjährig und seine Mutter Maud verwaltete anfangs die Burg.
Unter John führten Conisbroughs Konstabler eine Reihe – wie der Historiker Stephen Johnson es nennt – „farbenfroher, aber ungesetzlicher, Handlungen“ aus; einer von ihnen wurde schließlich der Durchführung „teuflischer und ungezählter Unterdrückungen“ beschuldigt. Weitere Arbeiten an der Burg wurden unter Johns Eigentümerschaft ausgeführt, z. B. die Modernisierung der Halle und des Solars.
Die Burg wurde 1304 an Johns Enkel weitervererbt, der ebenfalls John hieß und Joan de Bar heiratete. Die Ehe scheiterte, aber Johns Versuche, 1316 vor Gericht eine Scheidung zu erwirken, ebenfalls. John beschuldigte Thomas Plantagenet, den Earl of Lancaster, deswegen und entführte wiederum Thomas’ Frau; Thomas vergalt dies mit der Einnahme von Conisbrough Castle. König Eduard II. schaltete sich in den Streit ein und bestätigte Thomas Plantagenet als neuen Eigentümer der Burg. Im Jahre 1322 rebellierte Thomas Planatgenet aber gegen den König und wurde hingerichtet, womit Eduard selbst die Kontrolle über die Burg übernahm. Der König besuchte die Burg im selben Jahr und gab 40 Mark für die Reparatur von Conisbrough Castle und des benachbarten Pontefract Castle aus. Eduard wurde 1326 von seiner Frau Isabelle gestürzt und die Burg an John zurückgegeben. John hoffte, sie an seine Geliebte und seine beiden illegitimen Söhne weiterzugeben, überlebte sie aber alle, und mit Johns Tod 1347 fiel die Burg zurück an die Krone.
König Eduard III. gab die Burg an seinen Sohn, Edmund of Langley, den Duke of York, der sie bis 1402 kontrollierte. Edmunds ältester Sohn Edward besaß sie bis 1415, dann fiel sie an Maud Clifford, die Witwe von Edmunds jüngerem Sohn Richard, die dort bis 1446 lebte. Dann erbte Richard Plantagenet die Burg und bei seinem Tod 1460 während der Rosenkriege fiel sie an seinen Sohn Eduard IV., der 1461 den Thron eroberte, womit Conisbrough Castle erneut zurück an die Krone gelangte.

### 16. bis 19. Jahrhundert

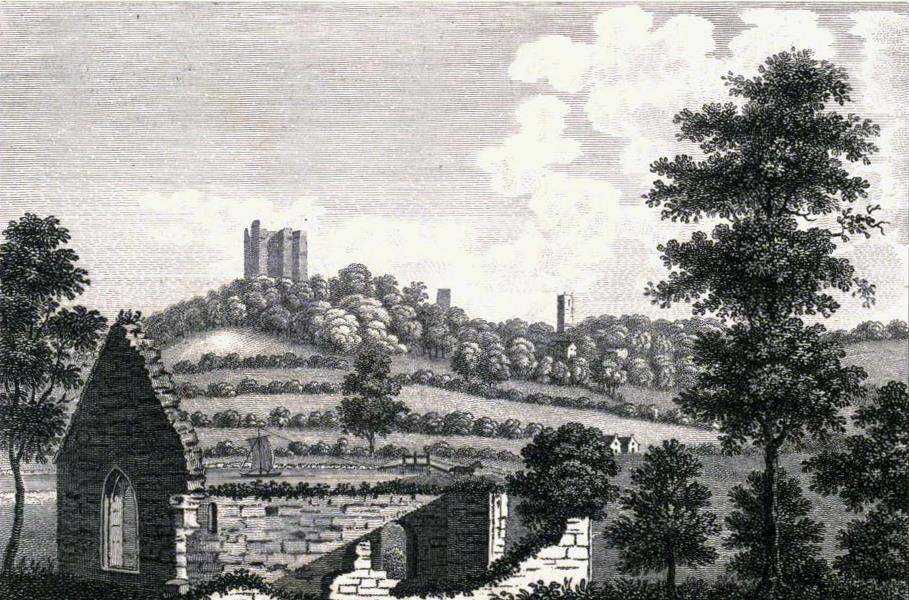
Gravierung der Burg von 1785

Im 16. Jahrhundert befand sich Conisbrough Castle in schlechtem Zustand. Eine Bestandsaufnahme für den König in den Jahren 1537 und 1538 zeigte, dass die Tore, die Brücke und Teile der Burgmauer bei einem spektakulären Erdrutsch eingestürzt waren und dass eine Zwischendecke des Donjons ebenfalls eingebrochen war. Der Einsturz der Burgmauern war eine Folge der Instabilität der obersten Erdschicht auf dem Felsvorsprung, die mit Sandstein und Lehm vermischt war. Als der Lehm über die Zeit weggewaschen wurde, erwies sich der verbleibende Sandstein als extrem instabil und anfällig für Risse.
König Heinrich VIII. gab die Ruinen an die Familie Carey, die sie behielt, bis sie durch Heirat zunächst an die Familie Heviningham und dann an die Familie Coke fielen. Die Burg spielte im englischen Bürgerkrieg des 17. Jahrhunderts keine Rolle und entkam so der Schleifung, die so viele andere ähnliche Festungen betraf, vermutlich, weil der Einsturz der äußeren Burgmauern sie bereits unhaltbar gemacht hatte und sie von geringem militärischen Wert war. 1737, nach dem Tod von Edward Coke kaufte Thomas Osborne, der Duke of Leeds, Burg und Grundherrschaft für £ 22.500.
Im Jahre 1811 kam der Schriftsteller Sir Walter Scott an der Burgruine vorbei und ließ 1819 seine Novelle Ivanhoe dort spielen. Scott konnte von der Straße aus nur einen Teil des Anwesens überblicken und die in der Novelle, die Ende des 12. Jahrhunderts spielt, dargestellten Ereignisse sind fiktiv; Scott glaubte, die Burg sei sächsischen Ursprungs, eine Ansicht, die von vielen Kommentatoren des 19. Jahrhunderts geteilt wird. Der Schriftsteller John Wainwright pries 1826 immer noch die „pittoresken Ausblicke“ rund um die Burg, aber der Altertumsforscher Ecroyd Smith bemerkte 1887 den sich ändernden Charakter des Ortes, insbesondere die Fabriken um die neue Eisenbahnlinie und die „trübe Atmosphäre“, die die Industriewerke hervorbrachten.
Im Jahre 1859 verstarb Francis D’Arcy-Osborne, der Duke of Leeds, und hinterließ Conisbrough Castle seinem Neffen, Sackville Lane-Fox, dem Baron Conyers. Der Donjon wurde in gutem Zustand erhalten, aber 1884 war klar, dass Reparaturen überfällig waren, und Altertumsforscher George Clark empfahl dringende Arbeiten an den Mauern. Die Finanzen ermöglichten es und er ließ wieder ein Dach anbringen und Holzböden einbauen. Reparaturen nur in geringem Umfang wurden anschließend von den Treuhändern von Lord Conyers durchgeführt, obwohl Clarks Kollege, A. Ellis, seinen Bedenken Ausdruck verlieh, dass Geländer zum Schutz der Besucher, die regelmäßig auf das Dach den Donjons kletterten, nicht installiert wurden. Nachweislich investierten die Treuhänder 500 £ in die Renovierung der Burgruine einschließlich des Baus einer Lodge in der Vorburg für den Burgwärter, die 1885 fertiggestellt wurde, und Verbesserungen an den Gehwegen.

### 20. und 21. Jahrhundert

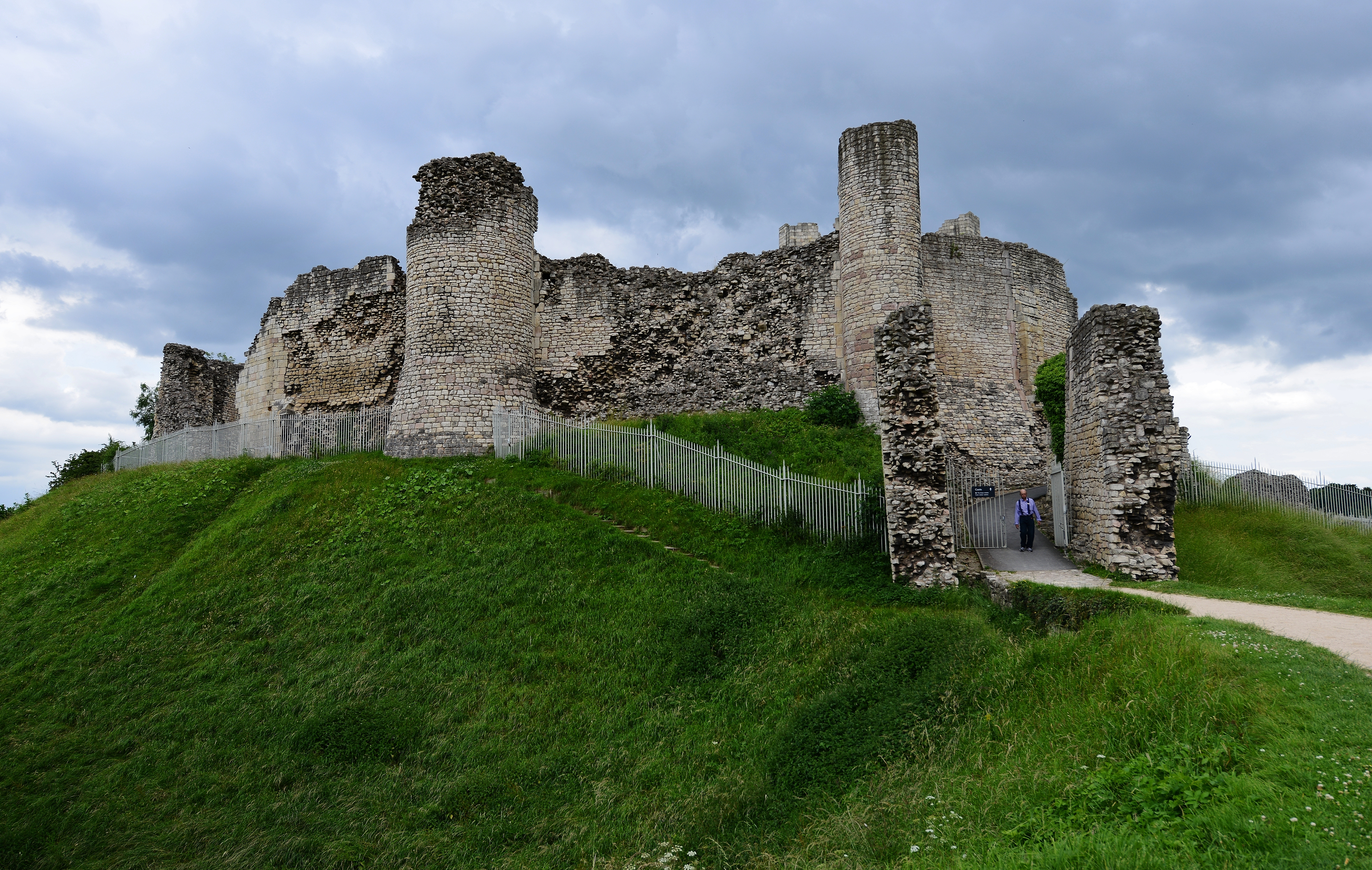
Die Kernburg von der Vorburg aus gesehen. Man sieht die Überreste der Barbakane und der Mauertürme

In den 1940er-Jahren kaufte die Gemeindeverwaltung von Conisbrough die Burg und übertrug sie 1949 in die Verwaltung des Ministry of Public Works, behielt aber die Verfügung über das umgebende Land. 1967 und 1969 wurden bei archäologischen Ausgrabungen Fundamente in der Kernburg zutage gefördert, in den Jahren 1973 bis 1977 untersuchte man Möglichkeiten für künftige Besuchereinrichtungen. Im Jahre 1984, als die Regierungsagentur English Heritage die Verwaltung des Anwesens übernahm, war der Zustand der Besuchereinrichtungen unzureichend und der industrielle Charakter der Umgebung schreckte Touristen ab.
Daraufhin taten sich English Heritage, Metropolitan Borough of Doncaster und Ivanhoe Trust zusammen, neue Arbeitsstellen in der Region zu schaffen. Nach dieser Vereinbarung sollte der Trust das Anwesen verwalten, English Heritage sollte sich um die historische Bausubstanz kümmern und das Metropolitan Borough ein neues Besucherzentrum bauen. Ein neues, vieldiskutiertes Besucherzentrum im Stil einer Ansammlung tournierender Zelte entstand und die Böden und das Dach des Donjons wurden zwischen 1993 und 1995 mit einem Zuschuss der Europäischen Union wieder eingebaut, um die Erosion des Mauerwerks zu begrenzen.
Die Besucherzahlen nach der Renovierung waren weitaus geringer als erwartet, aber pendelten sich bis 2006 bei etwa 30.000 pro Jahr ein, nur wenig mehr als Anfang der 1980er-Jahre. Die Einrichtungen im Außenbereich alterten schnell und finanzielle Probleme sorgten dafür, dass die neuen audio-visuellen Effekte im Donjon abgeschaltet wurden, um Geld zu sparen. Es fanden Diskussionen zwischen den drei Partnern über die Zukunft der Burg statt, aber man zerstritt sich und English Heritage übernahm 2008 die alleinige Verwaltung der Burg.
Die Burg wurde 2013 zur Durchführung eines 1,1 Mio. £ teuren Renovierungsprogramms geschlossen, das vom Heritage Lottery Fund bezahlt wurde. Als Teil dessen baute man neue Besuchereinrichtungen. Die Burg ist heute nach dem Recht des Vereinigten Königreiches als historisches Gebäude I. Grades und Ancient Monument gelistet.

## Architektur

### Kernburg und Vorburg

Grundriss der Kernburg Anfang des 13. Jahrhunderts.
Legende:
A – Solar;
B – Halle;
C – Küche und Speisekammer;
D – Donjon und Treppe;
E – Barbakan und Torhaus;
F – Kapelle.
Die grauen Flächen zeigen die ausgeschrägten Fundamente an.

Conisbrough Castle besteht aus einer Kernburg und einer Vorburg, 88 m × 62 m, bzw. 79 m × 37 m in der Fläche. Der Eingang zur Burg führte durch die Vorburg, eine rechteckige Anlage, die durch Erdwerke geschützt war und in der die Scheunen, Ställe und andere Nebengebäude der Burg untergebracht waren. Eine Zugbrücke auf der Nordseite der Vorburg, die heute durch einen Erddamm ersetzt ist, verband diese mit der Kernburg.
Die ovale Kernburg wurde innerhalb eines Burggrabens angelegt, der in die natürlichen Konturen des Hügels gegraben wurde. Das höhere Ufer dieses Grabens ist heute größtenteils zerstört. Die Kurtine aus dem frühen 13. Jahrhundert besteht größtenteils aus grob behauenem Stein, ist bis zu 2,1 m dick und bis zu 11 m hoch. Sie wurde an zwei Stellen mit Werkstein repariert. Die Burgmauer hatte sechs Wehrtürme entlang ihrer Süd- und Westseite, von denen drei in ziemlich intaktem Zustand bis heute erhalten sind, und war mit Pilasterstrebewerken an der Nordseite verstärkt. Die Fundamente der Mauern und des Turmes waren ausgeschrägt, damit sie das Gewicht besser verteilten, aber sie reichten nur 60 cm tief. Eine Barbakane schützte die Verbindung von der Zugbrücke zum Torhaus der Kernburg, komplett mit einem zusätzlichen Ecktürmchen. Die Überreste der zusammengestürzten Kurtine sind heute noch im Burggraben sichtbar.
Verschiedene Gebäude wurden an der Innenseite der Mauer der Kernburg entlang aus dem gleichen groben Mauerwerk wie die Kurtine gebaut, aber nur ihre Fundamente sind bis heute erhalten. In der Südwestecke war der Solarblock, der den Solar und verschiedene Schlafräume enthielt. Entlang der Nordseite erstreckte sich die Halle, die in eine hässliche Ecke der Kurtine gequetscht war, eine Fläche von 21,3 m × 7,1 m hatte und ursprünglich vermutlich zweistöckig war. Ursprünglich wurde sie mit einem Herd in der Mitte gebaut. Ende des 13. Jahrhunderts kam ein offener Kamin an der Außenwand dazu. Entlang der Halle waren die Küche und die Speisekammer untergebracht, erstere mit einem Keller. An der Südostseite der Kernburg war die Kapelle mit einer Grundfläche von 6,1 m × 12,2 m.

### Donjon
Der Donjon von Conisbrough lag an der Nordostseite der Kernburg. Er ist ein wichtiges Überbleibsel aus dem Mittelalter: Der Historiker Sidney Toy betrachtete ihn als „einen der schönsten Donjons Englands“, der Historiker Oliver Creighton beschreibt ihn als „architektonisches Juwel“ und Stephen Johnson als „eines der schönsten Beispiele normannischer Wehrarchitektur“.

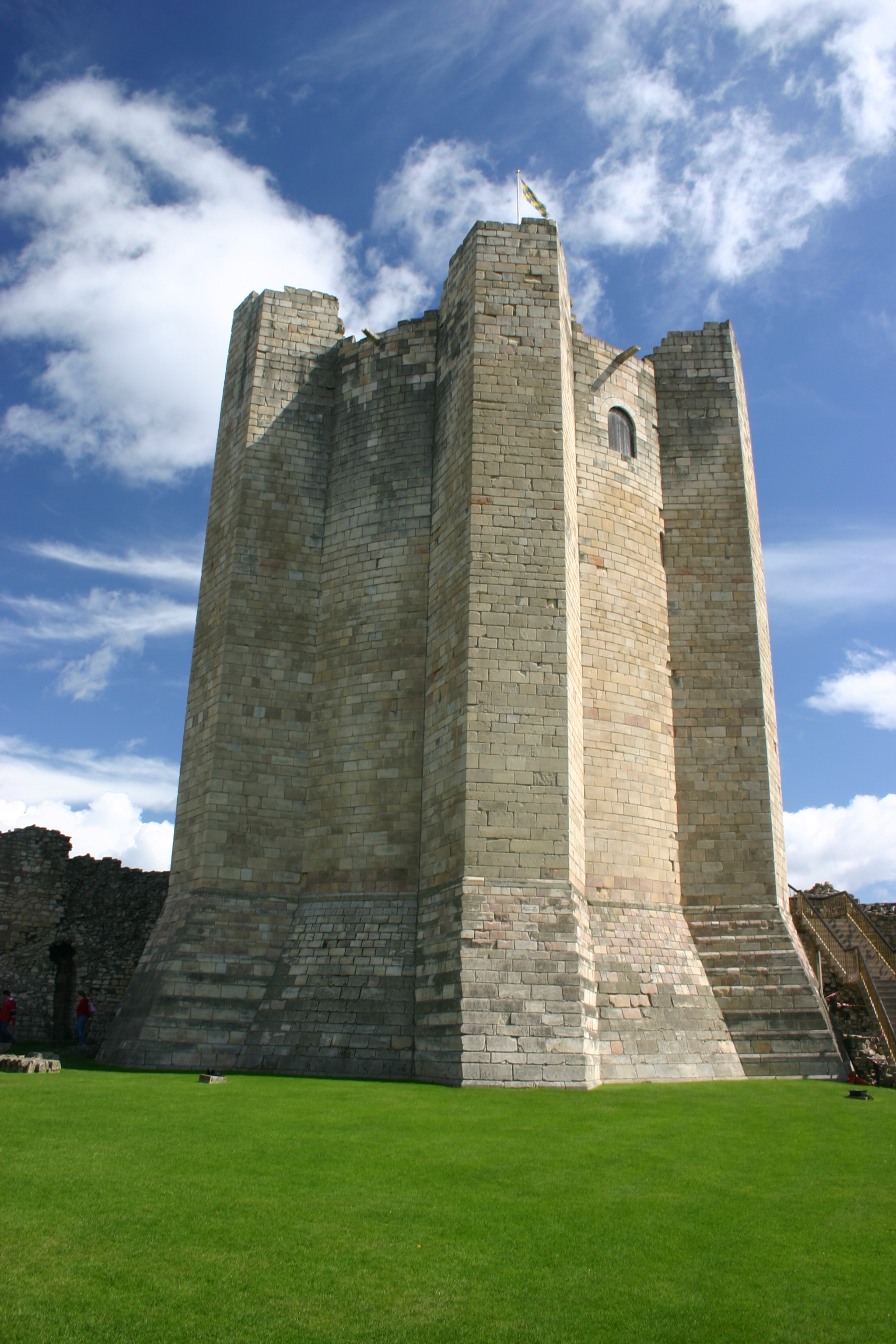
Der Donjon, zwischen 1993 und 1995 mit neuem Dach und neuen Böden ausgestattet

Der Donjon hat einen Turm in der Mitte, 19 m im Durchmesser, mit sechs großen, starken Strebwerken außen und einem sechseckigen Grundriss, was einzigartig in England ist. Er wurde aus Magnesitkalkstein 28 m hoch gebaut und hat Mauern, die stellenweise 4,6 m dick sind. Er hat vier Stockwerke: ein Erdgeschoss, das als Keller und gewölbte Stütze für die Schlafkammer darüber dient, ein erstes Obergeschoss, durch das man in den Donjon gelangte und zwei weitere Obergeschosse sowie ein begehbares Dach, das vermutlich mit einer Abdeckung versehen und Wehrgängen geschützt war.
Die heutige Betontreppe zum Donjon ist neu und die originale mittelalterliche Treppe aus Holz und Stein besaß vermutlich eine Zugbrücke direkt vor der Tür zum Donjon. Im Erdgeschoss war ein Brunnen, der auch vom 1. Obergeschoss aus durch ein Loch im Steinboden bedient werden konnte.
Der Donjon war als privater Turm für Hamelin Plantagenet gedacht und nicht als repräsentativer Wohnsitz. Daher war er nicht für die Aufnahme verschiedener Haushalte gemacht und sein Layout war einfacher als z. B. das des Donjons des Orford Castle aus der gleichen Zeit. Das zweite und dritte Obergeschoss dienten als Hauptschlafkammer und private Schlafkammer des Herren. So entstand eine vertikale Abfolge von Räumen mit einer gewölbten, sechseckigen Kapelle, die aus der privaten Schlafkammer zugänglich und in die Strebwerke geschnitten war.
Der größte Teil der Burg war wohl wegen des Fehlens von Tageslicht sehr dunkel. Die Hauptschlafkammer hatte aber ein großes Fenster, 56 cm × 142 cm, mit tiefen Stürzen wegen der Dicke der Wände; zwei Sitze waren am Fenster entlang eingemeißelt. In der privaten Schlafkammer darüber befand sich ein gleichartiges Fenster. Der Donjon besaß für seine Zeit relativ fortschrittliche offene Kamine und Rauchfänge, wobei der offene Kamin in der Hauptschlafkammer besonders groß und mit Steinsäulen und gemeißelten Kapitellen dekoriert war.
Conisbrough Castle war vermutlich zwei anderen Burgen ähnlich, die den Warren Earls gehörten. Hamelin Plantagenet war auch für die Entwicklung des Château de Mortemer in Frankreich verantwortlich, wo ein gleichartiger Donjon auf einer Motte gebaut wurde, und Conisbrough Castle mag auch Ähnlichkeiten mit dem Sandal Castle im Norden Englands besessen haben, das ebenfalls den Earls gehörte. Aus militärischer Sicht war die Konstruktion des Donjons schlecht; der zentrale Turm bot zwar Vorteile in der Verteidigung, aber die Strebwerke schufen zwölf verletzliche Ecken im Mauerwerk und der Donjon selbst hatte keine Schießscharten, die den Verteidigern erlaubt hätten, auf Angreifer Pfeile abzuschießen. Der Donjon diente auch nicht vorrangig der militärischen Verteidigung, sondern war als Symbol und Stärkung von Hamelins Adel und neuer sozialer Stellung gedacht.

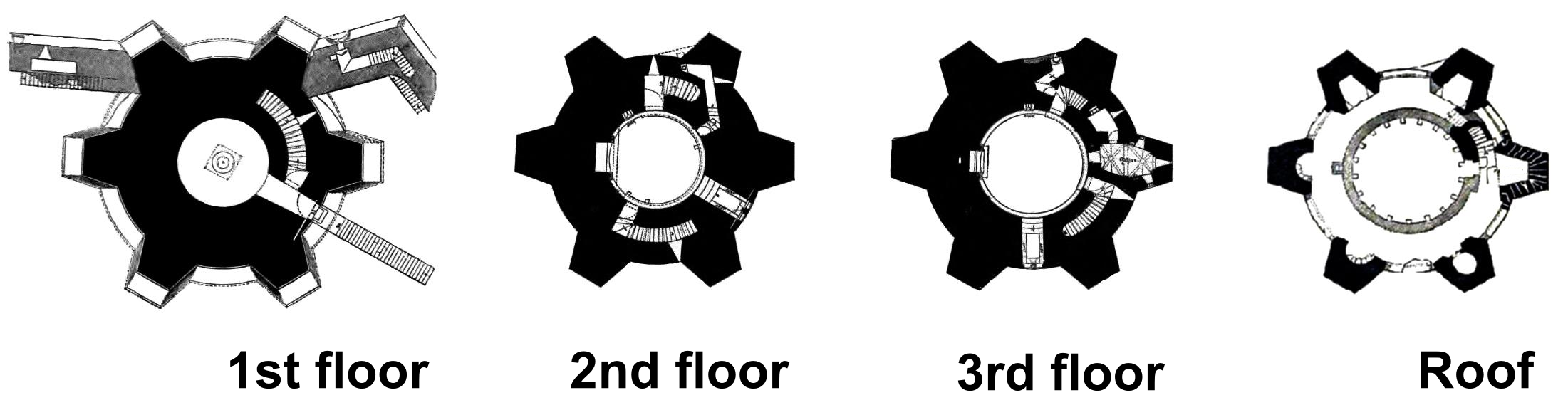
Grundrisse des Donjons von Conisbrough Castle